# 에로게

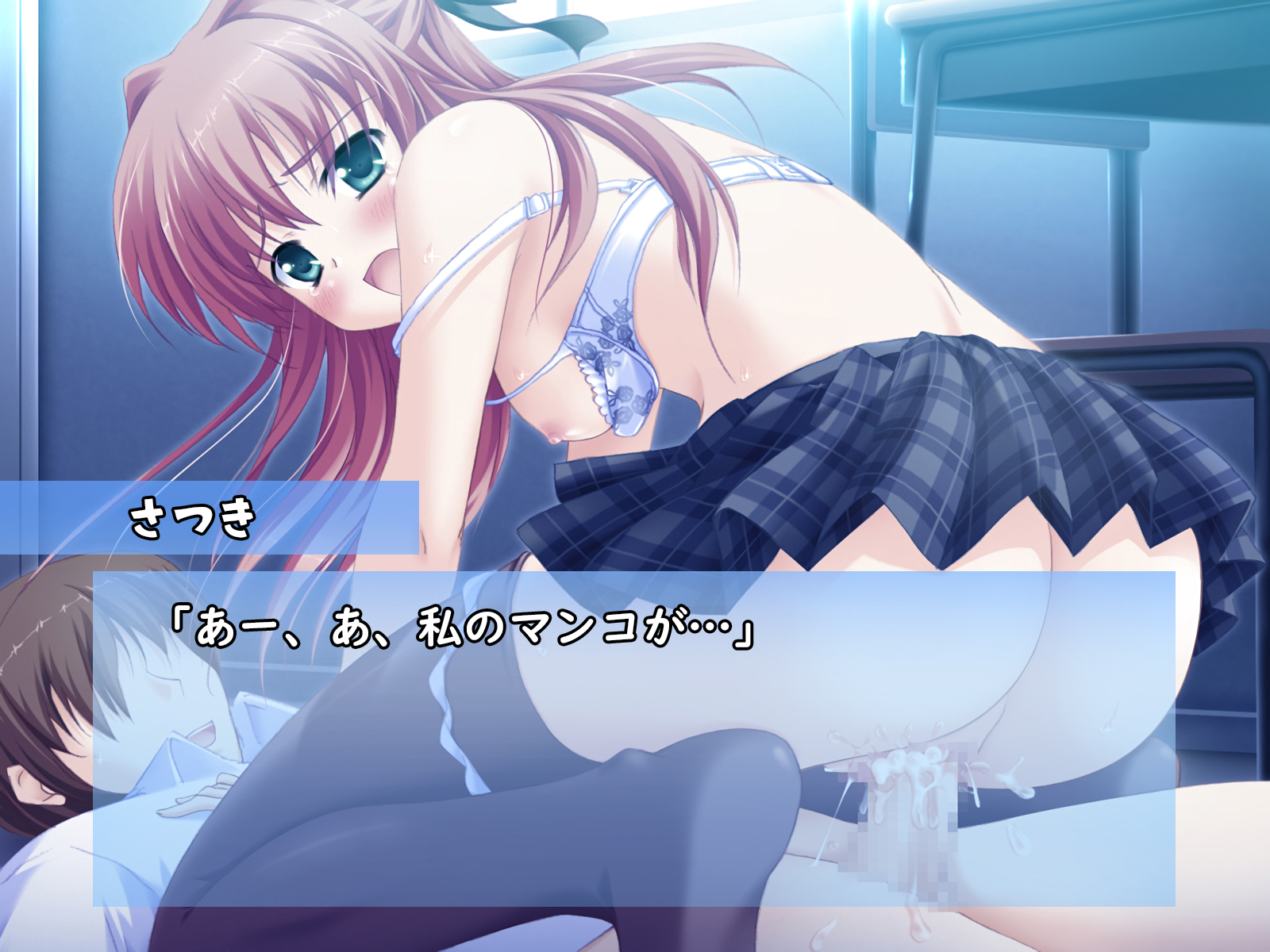

에로게(일본어: エロゲー)는 '에로틱 게임'(erotic game)을 일본식으로 줄인 말로서, 어덜트 게임이라고도 한다. 일본에서 성인 취향의 성적 표현을 하는 영상, 음성이나 이야기를 게임 형식으로 엮어낸 소프트웨어의 총칭이다. 대한민국에서는 야겜 등으로 불리기도 한다. 미소녀 게임과 유사하지만, 그 범위나 특성에서 차이가 있다.

## 개요
게임의 한 요소로서 미소녀가 등장하는 미소녀 게임과는 달리, 에로게는 순수한 성적 요구 해소의 대상으로서 여성 캐릭터가 등장한다. 때문에 제작사가 결정한 수위에 따라 그 내용이나 표현이 지루한 연예소설에서 사회에서 터부시되는 내용까지 존재한다. 또한 성적대상이 여성이 아니라 남성인 경우, 예를 들어 ‘수트를 벗은 뒤’나 ‘내 밑에서 발버둥쳐라’와 같이 BL, 미소년 게임도 에로게의 범주에 넣을 수 있다.
플레이 방식에 따라 성적 행위에 대한 대리조작 형식, 줄거리를 읽어가면서 분기를 고르는 선택지 형식으로 크게 나뉜다. 에로 외의 게임성 혹은 스토리에 중점을 둔 작품도 출시되지만, 어느 정도나마 에로에 의지했다는 점에서 결국 에로게의 한 형태로 분류된다.
대부분 일본에서 생산되고 소비되지만, 네트워크의 발달에 따라 팬층이 다른 국가로도 확산되고 있다. 와레즈를 통해 대한민국에도 ‘미행’ 등의 게임이 널리 알려졌다.
미소녀게임의 범주에 들어가면서 성인용 등급을 받았다면 거의 확실한 에로게이다. 순애물이라고 표현되는 게임들을 제외하면 표지 자체가 낯뜨거운 경우가 대부분이라 에로게를 일반 미소녀 게임과 착각할 경우는 거의 없다.

## 대상 연령
나라마다 성인물 제한 기준 연령은 차이가 있을 수 있으며, 대한민국의 경우는 만 19세(1월 1일을 맞이한 자는 제외) 미만, 일본이나 미국같은 나라에서는 만 18세 미만을 기준으로 하고 있다. 따라서 해당 연령에 도달하지 못한 자에게 게임을 판매하는 행위는 불법이다.
각 나라마다 성인용 게임으로서 허가되는 수준과 음란물 관련 법률에 저촉되는 수준에 차이가 있기 때문에, 한 국가에서는 성인용이나 청소년용으로 판매되지만 다른 국가에서는 등급이 바뀌거나 수입 자체가 금지되는 경우도 있다.

## 비판
대한민국에서는 아동 및 청소년의 성 보호에 관한 법률에 의해서 위협을 받고 있기도 하다.

## 같이 보기
- 성인 게임 목록
- 미소녀 게임
- E-Hentai